# Achaearanea ducta
Achaearanea ducta är en spindelart som beskrevs av Zhu 1998. Achaearanea ducta ingår i släktet Achaearanea och familjen klotspindlar. Inga underarter finns listade i Catalogue of Life.